# Kasachischer Eishockeypokal 2006
Der Kasachische Eishockeypokal der Saison 2006/07 war die fünfte Austragung des kasachischen Eishockeypokalwettbewerbs. Die sechs gemeldeten Mannschaften spielten zwischen dem 30. August und 4. September 2006 – zum 50. Geburtstag des kasachischen Eishockeys – in einem Turnier den Sieger aus. Den Titel des Kasachischen Pokalsiegers sicherte sich zum zweiten Mal in Folge der HK Kasachmys Satpajew.

## Modus
Die sechs Mannschaften spielten in einer Einfachrunde mit fünf Spielen pro Mannschaft den Titel des Kasachischen Pokalsiegers aus.
Für einen Sieg in der regulären Spielzeit von 60 Minuten erhielt eine Mannschaft zwei Punkte, der unterlegene Gegner ging leer aus. Bei einem Unentschieden erhielt jede Mannschaft einen Punkt.

## Abschlusstabelle
An den fünf Turniertagen konnte Kasachmys Karaganda zum zweiten Mal in Folge den Titel erringen. Karaganda gewann vier Spiele und konnte sich im direkten Duell gegen Kaszink-Torpedo Ust-Kamenogorsk eine Niederlage leisten. Da Ust-Kamenogorsk gegen Gornjak Rudny nicht über ein Remis hinauskam und gegen Barys Astana verlor, sicherte sich Karaganda mit einem Punkt Vorsprung den Titel.
Im Gegensatz zum Meisterschaftsbetrieb verzichtete der neu gegründete HK Saryarka Karaganda auf die Teilnahme.
Abkürzungen: Sp = Spiele, S = Siege, U = Unentschieden, N = Niederlagen, Pkt = Punkte
|                                 | Sp | S | U | N | Tore  | Pkt |
| ------------------------------- | -- | - | - | - | ----- | --- |
| HK Kasachmys Satpajew           | 5  | 4 | 0 | 1 | 36:11 | 8   |
| Kaszink-Torpedo Ust-Kamenogorsk | 5  | 3 | 1 | 1 | 26:12 | 7   |
| Barys Astana                    | 5  | 3 | 0 | 2 | 20:16 | 6   |
| Gornjak Rudny                   | 5  | 2 | 1 | 2 | 27:21 | 5   |
| HK Irtysch Pawlodar             | 5  | 2 | 0 | 4 | 17:19 | 4   |
| Jenbek Almaty                   | 5  | 0 | 0 | 5 | 04:51 | 0   |